# Por fin has llegado
Por fin has llegado fue un programa de improvisación que emitió La 1 y estaba presentado por Josema Yuste.

## Presentación
En cada programa se recibe la visita de un invitado que se convierte en el presentador del programa, que interpreta el monólogo inicial y participando en varios de los sketches.

## Estructura del programa
Todos los programas siguen una estructura similar, primero el presentador del programa participa un sketch que empieza con la frase "¡Por fin has llegado!", luego le sigue la cabecera del programa seguida de un monólogo del invitado, tras este monólogo le siguen varios sketches en los que en algunos participa también el invitado u otros invitados junto a los humoristas del programa.

## Los programas
| Episodio | Día de estreno           | Invitado                                                        | Audiencia                      |
| -------- | ------------------------ | --------------------------------------------------------------- | ------------------------------ |
| 1x01     | 14 de septiembre de 2007 | Felisuco, Loles León, Alexis Valdés, Llum Barrera y Emma Ozores | 11,2% y 1.598.000 espectadores |

- Datos: Q6082755